# Кампобело ди Ликата
Кампобѐло ди Лика̀та (на италиански: Campobello di Licata, на сицилиански Campubeddru, Кампубедру) е град и община в Южна Италия, провинция Агридженто, автономен регион и остров Сицилия. Разположен е на 316 m надморска височина. Населението на общината е 10 358 души (към 2012 г.).